# لالایی‌هایی در بیابانی شیشه‌ای
لالایی‌هایی در بیابانی شیشه‌ای (به انگلیسی: Lullabies in a Glass Wilderness) آلبوم تجربی کیتی‌جین گارساید می‌باشد که توسط خود گارساید تحت نام هنری لالاشواری منتشر شده‌است. نام «لالاشواری» برگرفته از شاعری در هند باستان می‌باشد.

## فهرست ترانه‌ها
| شماره | نام                                                                        | مدت   |
| ----- | -------------------------------------------------------------------------- | ----- |
| ۱.    | «جنیسا پوسی‌ویلو» (Genica Pussywillow)                                      | ۲:۳۹  |
| ۲.    | «کشته جاده‌ای» (Roadkill)                                                   | ۴:۳۹  |
| ۳.    | «ضایعات مغزی» (Lesions in the Brain)                                       | ۶:۲۳  |
| ۴.    | «مری‌بل (سوار بر خوک وارد شهر می‌شود)» (Marybell (Rides into Town on a Pig)) | ۳:۴۱  |
| ۵.    | «منتظرتم» (Awaiting You)                                                   | ۵:۲۸  |
| ۶.    | «فرشتهٔ تاریک» (Dark Angel)                                                 | ۴:۳۷  |
| ۷.    | «مثل گرگ‌ها بخواب» (Sleep Like Wolves)                                      | ۴:۳۲  |
| ۸.    | «گسلایت» (Gaslight)                                                        | ۳:۳۹  |
| ۹.    | «مشغول غرق شدن» (Too Busy Sinking)                                         | ۵:۲۰  |
| ۱۰.   | «عشق توله‌سگی» (Puppy Love)                                                 | ۳:۳۷  |
| ۱۱.   | «من برای تو نفسمو حبس می‌کنم» (For You I Hold My Breath)                    | ۳:۴۷  |
| ۱۲.   | «گمشده بر فراز شعله» (Lost Upon the Flame)                                 | ۳:۵۲  |
| ۱۳.   | «ارزش‌های زیرزمینی» (Subterranean Values)                                   | ۲:۳۱  |
| ۱۴.   | «در قفس پرنده، بخش ۱» (In the Birdcage, Part 1)                            | ۴:۲۰  |
| ۱۵.   | «فقط یک روز عشق بی‌پایان» (Just One Day of Endless Love)                    | ۱۸:۳۶ |
| ۱۶.   | «هندهلد اسپونفد» (Handheld Spoonfed)                                       | ۱:۵۴  |